# União Soviética nos Jogos Olímpicos de Inverno de 1956
A União Soviética mandou 53 competidores que disputaram seis modalidades nos Jogos Olímpicos de Inverno de 1956, em Cortina d'Ampezzo, na Itália. A delegação conquistou 16 medalhas no total, sendo sete de ouro, três de prata e seis de bronze.